# Saint-Agnan-sur-Erre
Saint-Agnan-sur-Erre település Franciaországban, Orne megyében. Lakosainak száma 172 fő (2018. január 1.). Saint-Agnan-sur-Erre Préaux-du-Perche, La Rouge és Saint-Hilaire-sur-Erre községekkel határos.

## Népesség
A település népessége az elmúlt években az alábbi módon változott:
| Lakosok száma | 204  | 177  | 153  | 156  | 166  | 169  | 153  | 148  | 176  | 172  |
|               | 1962 | 1968 | 1975 | 1982 | 1990 | 2008 | 2013 | 2015 | 2017 | 2018 |